# Grb Varaždinske županije
Grb Varaždinske županije je grb čiji je štit podijeljen na četiri polja, a u sredini tog štita nalazi se i jedan manji štit. Heraldički gledano, gore desno na crvenom polju je zlatni jednoglavi orao raširenih krila i s krunom na glavi. 
Gore lijevo i dolje desno na plavoj podlozi su dvije valovite srebrne grede između kojih se nalaze dvije zlatne šestokrake zvijezde. Dolje lijevo na crvenoj podlozi je srebrna utvrda s kulom. U središtu velikog štita je mali zlatni štit sa zelenim trobrijegom na kojem izrasta smeđi jelen na kotaču, okrenut prema desno.
Ovaj grb je skoro identičan obiteljskom grbu Erdödyjevih, koji su dobili nasljednu čast župana Varaždinskih u 17. stoljeću, i čiji je grb podijelila za županijski grb 1763. godine kraljica Marija Terezija.

## Poveznice
- Varaždinska županija (1181. – 1850.)
- Varaždinska županija (1850. – 1924.)
- Varaždinska županija